# بیرنگ کوهدامنی
محمد عاقل بیرنگ کوهدامنی، در سال ۱۳۳۰ هجری خورشیدی در شکر دره ی کوهدامن، ناحیه‌ای در شمال کابل زاده شد.

## زندگی
در سال ۱۳۴۹ عهده‌دار کتابخانهٔ وزارت پلان (وزارت برنامه) گردید، در سال ۱۳۵۲ با استفاده از یک بورس تحصیلی دولتی در رشتهٔ زبان و ادبیات فارسی عازم ایران شد. در سال ۱۳۵۶ سند لیسانس را از دانشگاه تهران دریافت نمود و برای فوق لیسانس در همان دانشگاه ثبت نام نمود. اما به علت تغییر وضع سیاسی ایران و تعطیلی دانشگاه تهران در پایان سال ۱۳۵۷ به افغانستان بازگشت.
بیرنگ کوهدامنی هنوز به مکتب حربی نرفته بود، که در یکی از روز‌های گرم بهار در یکی از جاده‌های مزدحم کابل، دست مادری مهربانی روی شانه کوهدامنی گذاشته شد. و همین دست سرنوشت بیرنگ کوهدامنی را بگونه دیگر رقم زد، این مادر مهربان، استاد کوهدامنی را نگذاشت که به مکتب حربی رود بر عکس او را به جستجوی کار و تداوم تحصیل در مکتب شبانه راهنمایی نمود. در آن روزها استاد غلام حبیب نوابی تازه مدیر شعبه فلکلور ریاست کلتور که در پل باغ عمومی در تعمیر رادیو کابل سابق قرار داشت مقرر گردیده بود. کوهدامنی را مرحوم غلام حبیب نوابی از بلخ می شناخت. و مرحوم نوابی یکی از کسانی است که در شعر و ادب، کوهدامنی را تشویق و باعث گردیده بود که هر روز یکی از اشعار وی را در روزنامه بیدار به نشر برساند، مرحوم نوابی مدیر مسوول روز نامه بیدار بود. نوابی مرحوم، کوهدامنی را در دفتر خویش بکار گرفت. و استاد همزمان، خویشتن را به مکتب شبانه شامل نمود. زمانی که صاحب معاش شد، خانواده خویش را نیز از بلخ به کابل فرا خواند، و حویلی کوچک را نخست در بی بی مهرو و بعد در خیرخانه به کرایه گرفتند. پس از چندی از ریاست کلتور به وزارت پلان آمد و مسوولیت کتابخانه وزارت پلان را به او سپردند. نخستین کار دیوانی بیرنگ در مدیریت فلکلور و ادب ریاست کلتور (فرهنگ) وقت بود، پس از آن به کتابداری در کتابخانهٔ عامه شهر کابل پرداخت .
در سال ۱۳۶۰ در دانشکدهٔ زبان و ادبیات دانشگاه کابل(پوهنتون کابل) به حیث استاد استخدام گردید. دو سال در مسکو غرض ویراستاری کتابهای درسی دانشگاه کابل که در شوروی وقت چاپ می‌شد به کار پرداخت و با فرهنگستان علوم تاجیکستان و اتحادیهٔ نویسندگان آن کشور نیز در زمینه‌های ادبی همکاری نمود.
بیرنگ کوهدامنی از سال ۱۳۸۹ میلادی تا سال ۱۹۹۵ در تاجیکستان ماند و نشریهٔ پیوند را به خط فارسی در آنجا پایه‌گذاری نمود و مدیر مسوول آن نشریه شد. وی در سال ۱۹۹۵ با خانم و پنج فرزند اش در لندن پناه بردند. 
از بیرنگ کوهدامنی چندین دفتر شعر به چاپ رسیده‌است: سلام بر شقایق، طلوع سبز شگفتن، تلخترین فصل خدا و من ناله می‌نویسم. 

## درگذشت
بیرنگ کوهدامنی، شاعر نامدار افغانستان، سه شنبه شب ۱۱ دسامبر ۲۰۰۷ برابر ۲۰ قوس ۱۳۸۶ در لندن درگذشت